# Stephostethus variolosus
Stephostethus variolosus är en skalbaggsart som först beskrevs av Mannerheim 1844.  Stephostethus variolosus ingår i släktet Stephostethus, och familjen mögelbaggar. Arten är reproducerande i Sverige.